# Ernest Merson
Ernest Merson (né Olivier Merson à Fontenay-le-Comte le 4 novembre 1819 et mort au Croisic le 15 décembre 1905) est un journaliste nantais bonapartiste, également romancier, sociologue, essayiste politique et officier d'académie. Il a créé en avril 1849 L'Union bretonne et fut longtemps directeur de l'Association de la presse plébiscitaire des départements.

## Biographie
Ernest Merson est le fils de Pierre-François-Casimir Merson, un écrivain et imprimeur de la ville, gérant du journal l'Ami de l'ordre qui fut condamné en 1832 à de nombreuses amendes pour insulte au roi. Il est le frère de l'artiste peintre et critique Charles-Olivier Merson — le père de Luc-Olivier Merson —, et crée avec lui le quotidien bonapartiste L'Union Bretonne en 1849.
Il fonde également Le Patriote breton et vendéen qui sous sa direction en 1880 consacre de réguliers et longs reportages aux expulsions des congréganistes nantais.
Ernest Merson assume la présidence du journal et le représente dans les instances professionnelles comme le syndicat des imprimeurs de Nantes, dont il est président, et l'association de la presse plébiscitaire des départements, bonapartiste, dont il est le directeur.
Il est plus tard nommé en 1868 directeur politique du journal Le Constitutionnel. Ernest Merson aurait vanté à Jules Verne,  les mérites de Pornichet, puis s'établit au Croisic où il fait édifier le manoir de Saint-Goël en 1892, et publie en 1890 une autobiographie, Confidence d'un journaliste, précédée par de nombreux essais et romans.